# Ján Šlahor
Ján Šlahor (16 de maio de 1977) é um futebolista profissional eslovaco que atua como atacante.

## Carreira
Ján Šlahor representou a Seleção Eslovaca de Futebol, nas Olimpíadas de 2000. 